# John Kongos
 (février 2018).
Si vous disposez d'ouvrages ou d'articles de référence ou si vous connaissez des sites web de qualité traitant du thème abordé ici, merci de compléter l'article en donnant les références utiles à sa vérifiabilité et en les liant à la section « Notes et références ».
John Kongos est un chanteur sud-africain de psychedelic-pop né le 6 août 1945 à Johannesbourg.

## Biographie
John Kongos fonde en 1963 à Johannesbourg la formation Johnny Kongos & The G-Men.
Trois ans plus tard, en 1966, il quitte l'Afrique du Sud pour Londres.
Son plus gros succès en solo est He's Gonna Step On You Again en 1971 (repris par les Happy Mondays sous le nom de Step on dans leur album de 1990, Pills 'n' Thrills and Bellyaches, puis par Def Leppard sur l'album Yeah! en 2006).
Sa chanson Ride the Lightning' (1975) est adaptée en français par Pierre Delanoë pour Sylvie Vartan sous le titre Qu'est-ce qui fait pleurer les blondes ?, qui est l'un de ses grands succès en 1976.